# G3 (투어)

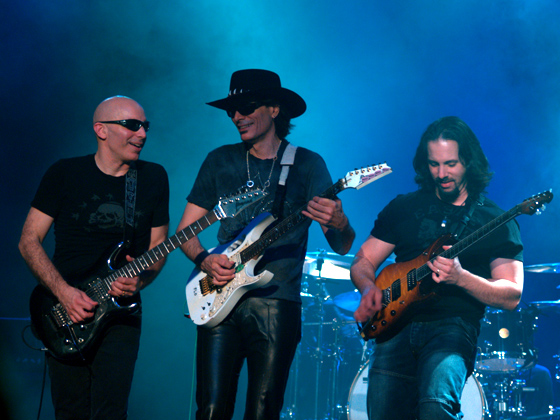
2009년 모습

G3는 미국의 기타리스트 조 새트리아니가 두 명의 다른 기타리스트와 함께 하는 순회공연이다.

## 구성원
- 1996년 (북아메리카): 조 새트리아니, 스티브 바이, 에릭 존슨
- 1997년 (북아메리카): 조 새트리아니, 스티브 바이, 케니 웨인 쉐퍼드, 로버트 프립
- 1997년 (유럽): 조 새트리아니, 스티브 바이, 아드리안 레그
- 1998년 (유럽): 조 새트리아니, 미하엘 솅커, 울리 존 로스, 키스 모어 (글래스고, 버밍엄, 크로이든), 브라이언 메이 (웸블리 아레나)
- 2000년 (아시아):조 새트리아니, 스티브 바이, 에릭 존슨
- 2001년 (북아메리카):조 새트리아니, 스티브 바이, 존 페트루치, 스티브 모스
- 2003년 (북아메리카):조 새트리아니, 스티브 바이, 잉베이 말름스틴
- 2004년 (유럽/남아메리카):조 새트리아니, 스티브 바이, 로버트 프립
- 2005년 (일본):조 새트리아니, 스티브 바이, 존 페트루치, 마티 프리드먼
- 2006년 (남아메리카):조 새트리아니, 존 페트루치, 에릭 존슨
- 2006년 (오스트레일리아):조 새트리아니, 스티브 바이, 존 페트루치
- 2007년 (북아메리카):조 새트리아니, 존 페트루치, 폴 길버트
- 2012년 (오스트레일리아/뉴질랜드):조 새트리아니, 스티브 바이, 스티브 루카서
- 2012년 (유럽):조 새트리아니, 스티브 바이, 스티브 모스, 알 디 메올라 (게스트 7월 31일 체코 프라하)
- 2012년 (남아메리카):조 새트리아니, 존 페트루치, 스티브 모스, 스티브 루카서 (10월 23일 스티브 모스 대신 참여)